# Влад Лістьєв. Упереджений реквієм
«Влад Лістьєв. Упереджений реквієм» — книга Євгена Додолєва про Владислава Лістьєва, в якій розповідається про невідомі «аспекти біографії популярного телеведучого» і розповідається «як створювалася програма, яка перевернула життя країни». Випущена слідом за книгою про передачу «Взгляд» («The Взгляд» — бітли перебудови). «Парламентська газета» схарактеризувала обидві книги як «сенсаційні». Автор зазначав: «Він [Лістьєв] став легендою і за особистісними якостями, і за професійними. Жодних міфів для підтвердження цього статусу бренд „Влад Лістьєв“ не потребує».

## Про книгу
В одному з інтерв'ю автор пояснив, що хотів розповісти в книзі те, що пам'ятає, і дати слово всім". Книга, датована 2012 роком, фактично побачила світ в кінці 2011 року, напередодні відкриття XV національної виставки-ярмарку «Книги Росії». Газета «Правда», помилково приписала авторство книги Владу Лістьєву (вбитому за 16 років до її виходу). «Приватний кореспондент» опублікував фрагмент рукопису в квітні 2012 року.
Портретна галерея персонажів розташована за алфавітом. Спочатку планувалася «неформальна» обкладинка, але автор наполіг на «канонічному» зображенні головного героя книги. Передмову написав Кирило Разлогов:
|  | Пропонована увазі читача книга - явище по-своєму унікальне, оскільки вона поєднує в собі кілька проєкцій того (або, наслідуючи об'єкт опису і аналізу, - кілька поглядів на те), що відбувалося, здавалося б, у зовсім недавньому минулому й у всіх у пам'яті, однак, подається кожним зі своєї позиції, нерідко суперечливій іншим. |

«Комсомольская правда», називаючи автора «іконою перебудовної журналістики», писала, що «найжорсткіший вирок він виносить головному героєві — Лістьєву: Влад був кращим у професії, але вбили не журналіста, вбили не талановитого бізнесмена, а народного улюбленця, який переоцінив свій статус і втратив орієнтири».
Книга "дає відповідь на питання «Звідки тільки беруться в таких обсягах зверхньо-презирливе ставлення до оточення, зацикленість на „себе коханого“, хамство, всезнайство і абсолютна категоричність» телеведучих. Микола Гульбінський у своїй рецензії цитував автора:
|  | Якщо вірити Додолєву (а я особисто йому вірю, він точний у деталях, а отже, швидше за все, не спотворює істину і по крупному), Лістьєв все ж зумів уникнути характерних для його професії особистісних деформацій: «Владислав точно не був підлим. Не був заздрісним. Дріб'язковим не був.... Святим, звичайно, не був, грішив у повний зріст. Всім своїм дружинам зраджував і був гірким п'яницею. Але хто без гріха? Лістьєв був абсолютно порядний стосовно тих, кого вважав своїми... Був великодушний по-царськи. Талановитий багатогранно. Привабливий безмежно». |

Рецензенти відзначали, що Додолєв — «дуже сміливий автор і не боїться оприлюднювати такі факти, які інший притримав би для вузького кола друзів і близьких», але при цьому звертали увагу на авторську позицію щодо героя оповідання: «глядачі, журналісти, ми всі втратили кращого в професії… І це найголовніше» в книзі.

## Рецензії та відгуки
Євген Додолєв - безпосередній учасник програми «Взгляд», про яку він пише з палкою зацікавленістю. І все ж він будує свою книгу не як потік особистих спогадів, а скоріше як конструктор-аналітик: автор-упорядник монтує різні шматки того, що відбувається, міфи, інтерв'ю, які, кожне по-своєму, проливають світло на якийсь невеликий фрагмент цієї вельми повчальної, хоча й досить короткої історії, та прагне знайти в цьому своєрідному калейдоскопі певні силові поля, які так чи інакше видаються йому важливими... Цей текст заворожує тим, що висвічує цих та інших персонажів в різних контекстах і з різних позицій. Періодично Додолєв раптом згадує про те, що він всесильний «Автор», використовує це своє становище і починає прямо аналізувати поведінку людей у вирі подій того бурхливого часу, а не просто зіштовхувати їх в системі музичних протиставлень. У цих випадках з ним можна погоджуватися або не погоджуватися, але його думки і погляди завжди цікаві і яскраво викладені, часом вони навмисно шокують і входять у протиріччя з поточними помилками як вчорашнього, так і позавчорашнього і сьогоднішнього днів.

Телеведучий та публіцист Андрій Добров (журнал «Однако») писав:
|  | Здавалося б, що такого — за останні роки було написано багато статей, в яких зухвалі автори то зішкрібали, то просто зривали позолоту з образу першого гендиректора ОРТ. Але метою Додолєва зовсім не було викрити, зішкребти, викликати сумніви і підозри. Він визнає той факт, що Влада Лістьєва застрелили в 95-му і навіть відводить багато місця в книзі і самому вбивству, і тому, що сталося після. Але насправді ця книга не про Лістьєва. Вона про Перебудову. Ще точніше — про Перебудову на Центральному телебаченні. |

Літературний критик Олександр Кондрашов («Літературна газета») запитував:
|  | Хто вбив Влада? Владислава Миколайовича Лістьєва, героя нашого часу, простого російського хлопця з «напівпідвальної» робітничої родини, який на перебудовній хвилі злетів вище нікуди... Важко дати відповідь на це питання, тому що в його смерті так чи інакше були зацікавлені (винні) багато. Його хотіли вбити і вбивали всі, починаючи з нього самого. |

Журналіст і медіаменеджер Антон Антонов-Овсієнко інтерпретує цитату з рукопису:
|  | Додолєва відтворює сценку в останкінському буфеті: головний персонаж книги пророчо зауважує, що в Останкіно «простіше вбити людину, ніж пропустити її вперед». А все чому? Тому що на ТБ, ми це знаємо, з усіх видів ЗМІ найбільші заробітки. |

Отар Кушанашвілі писав:
|  | По хорошому зухвалих, готових вирватися з плутаних заростей теорії і повернутися до настільки любого мені, старомодному трудоголікові, живого життя людей - всього нічого. Про світлої пам'яті Влада Лістьєва вам все - та й як! - повідав Є.Ю. Додолєв. |

Про фактор «сумнівних фінансових операцій» і «великі гроші на ТБ» згадували й інші рецензенти.
При цьому «Комсомольская правда» підкреслювала: «немає навіть натяку на гру в об'єктивність — книга написана „з пристрастю“, що випливає вже з її назви».
«Приватний кореспондент», відзначаючи, що «Євген Додолєв у російській журналістиці фігура не просто знакова, але, можна сказати, етапна», звертає увагу на відтворені у книзі «точні характеристики» [[Олександр Любимов|Олександра Любимова]] та інших героїв твору.

## Критика
- Необ'єктивність викладу і спостережень відзначалася як загальна оцінка якостей російської еліти[25]:

|  | Ось ця якість, відзначена Додолєвим — бути порядним стосовно «своїх» — дуже характерна для нашої політичної, фінансової, медійної та всякої іншої «еліти». Зі «своїми», тобто з тими, кого ці «небожителі» вважають людьми свого кола, прийнято дотримуватися пристойності. З іншими — все дозволено. Абсолютно все. |

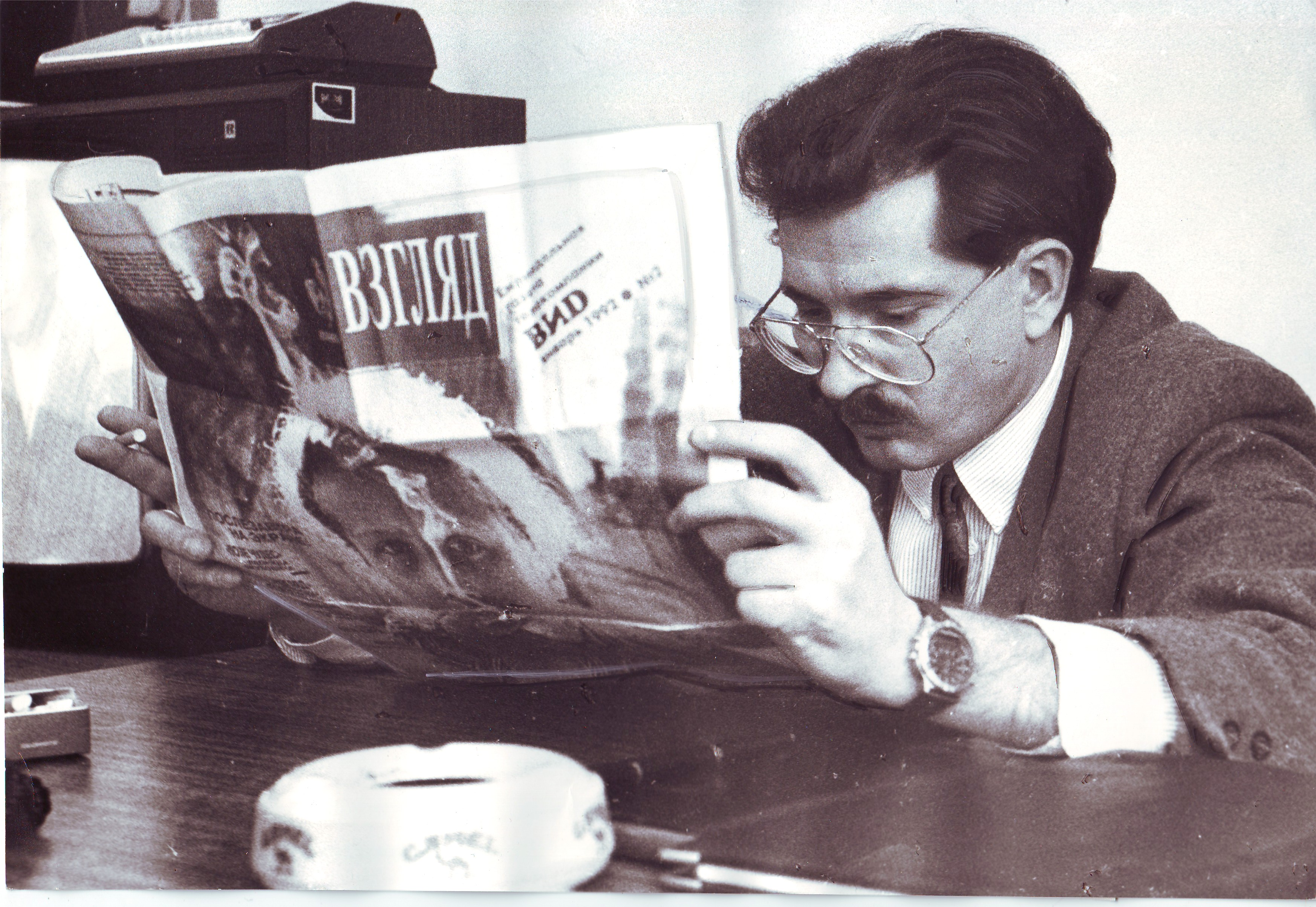
Влад Лістьєв
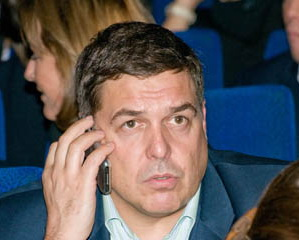
Олександр Любимов
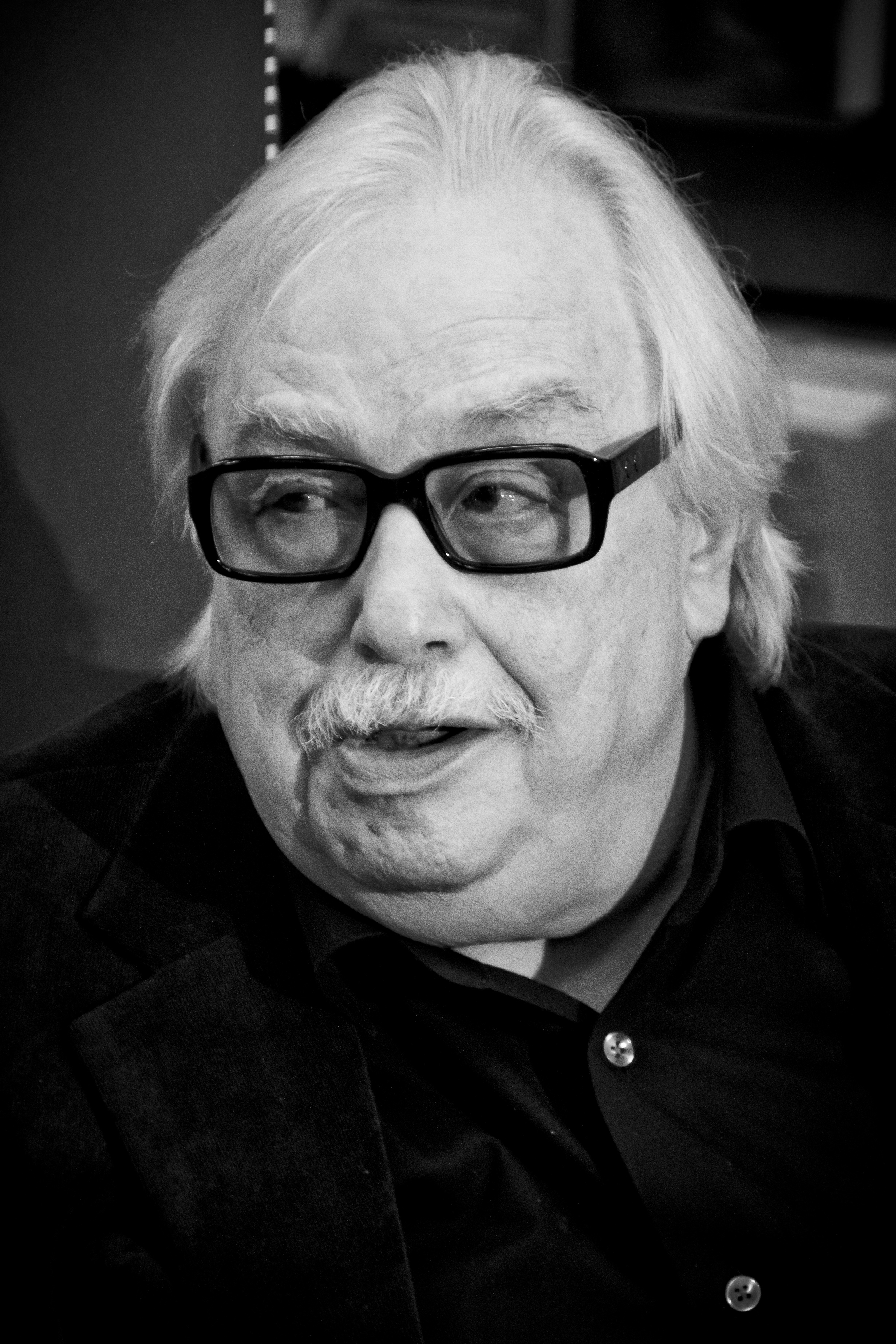
Анатолій Лисенко
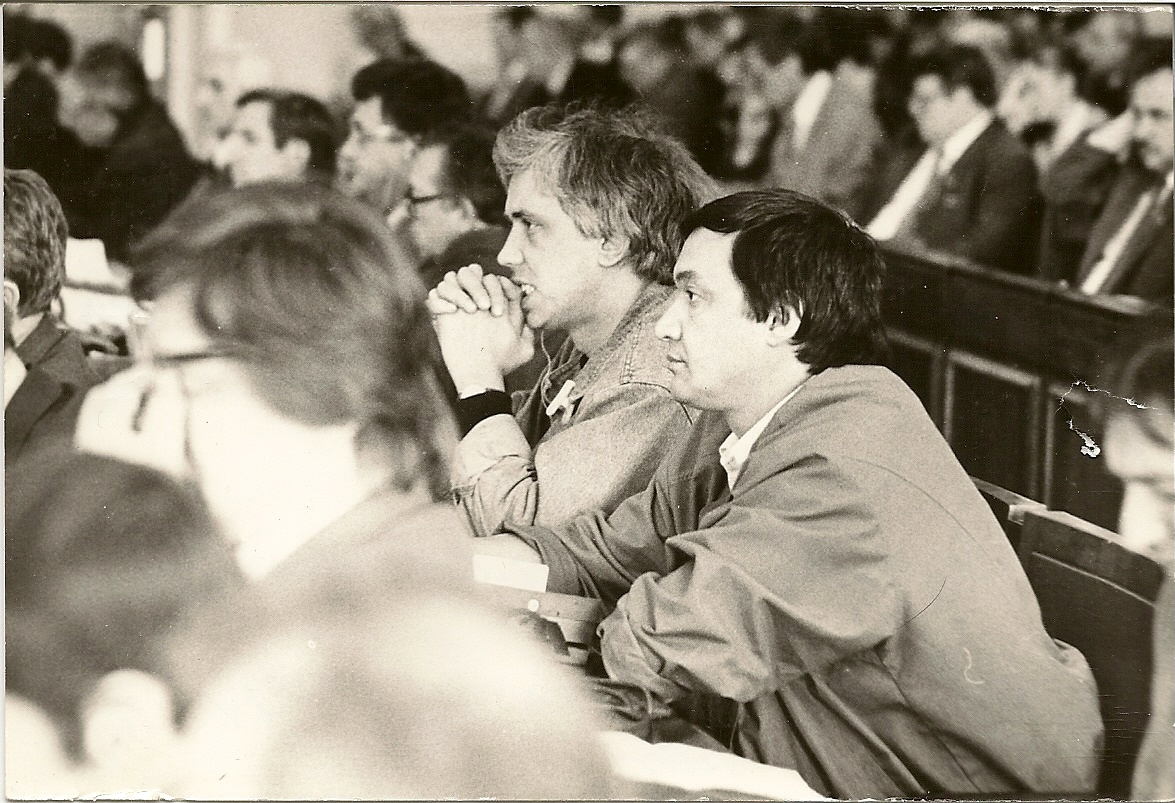
Політковський і Мукусєв

- Рецензенти висловлювали розчарування окремими характеристиками героїв[12][33]:

|  | Побіжно згаданий факт, що Віталій Вульф був «похований поруч зі своїм чоловіком», наприклад… Доноси в КДБ, які строчив один з «взглядівських» начальників Анатолій Лисенко на своїх підлеглих. Все це не може не засмучувати. При тому, що про Лисенко розповів автору Володимир Мукусєв, а сам Додолєв досить енергійно виправдовує «взглядівського» патрона, кажучи про те, що папери, які — на доведення своїх звинувачень — пред'явив йому екс-ведучий не можна назвати доносами в чистому вигляді: це просто розшифровки ефірів з позначками… |

- Ігор Воєводін[ru] цитує «безсмертний пушкінський епіграф — „Він з однаковою байдужістю зізнавався як у поганих вчинках, так і в добрих — наслідок відчуття переваги, можливо, уявної“?… Про це теперішнього Додолєва»[12].